# Uvaria laurentii
Uvaria laurentii este o specie de plante angiosperme din genul Uvaria, familia Annonaceae, descrisă de De Wild.. Conform Catalogue of Life specia Uvaria laurentii nu are subspecii cunoscute.